# Carolyn Cassady
Carolyn Cassady (28. dubna 1923 Lansing – 20. září 2013 Bracknell) byla americká spisovatelka, spojená s Beat generation. Byla manželkou jednoho z hlavních členů, Neala Cassadyho (1948–1963). Blízký vztah měla také s dalším hlavním představitelem hnutí, Jackem Kerouacem. Pod různými jmény vystupuje v několika jeho knihách – Na cestě (Camille), Andělé pustiny, Dharmoví tuláci, Big Sur a Vize Codyho (Evelyn). Ve filmu Na cestě její postavu ztvárnila Kirsten Dunstová a v Big Sur Radha Mitchell. Ve snímku Heart Beat, který je založen na její knize, ji ztvárnila Sissy Spacek. Je autorkou vzpomínkových knih Heartbeat: My Life with Jack and Neal (1976) a Off the Road: My Years with Cassady, Kerouac, and Ginsberg (1990, česky 1994 Na cestě s Deanem). V roce 2011 o ní byl natočen dokumentární film Love Always, Carolyn. Ke konci života žila v Anglii, kde také ve věku 90 let zemřela.